# Ба (футбольний клуб)
Футбольний клуб Ба або просто «Ба» (англ. Ba Football Club) — фіджійський напівпрофесіональний футбольний клуб з однойменного міста, який виступає у Національної Футбольної Ліги. Команда отримала прізвисько Люди в чорному. Домашні матчі проводить на стадіоні «Говінд Парк». Гравці команди виступають у чорній футболці, чорних шортах та чорних шкарпетках.

## Історія
ФК «Ба» розпочав своє існування зі створенням у 1935 році Індійської Футбольної Асоціації Ба. Головним ініціатором заснування клубу був педагог Амі Чандра, якого підтримала Колоніальна компанія по переробці цукру, яка в свою чергу володіла великим Цукровим заводом у Ба. До 1940 року у клуба були чотири команди, які виступали у місцевому регіональному чемпіонаті з великою кількістю команд-учасниць, допоки в 1950-их роках не була створена об'єднана команда. Футбольна команда почала виступати у організованому Футбольною Асоціацією Північного Округа чемпіонаті для клубів з північної частини Західного Округу острова Віті-Леву. Коли ж була заснована Індійська Футбольна Асоціація Фіджі у 1938 році, ФК «Ба» був серед її членів-засновників. У 1962 році Індійська Футбольна Асоціація Фіджі змінила свою назву (тепер — Футбольна Асоціація Фіджі), то Індіанська Футбольна Асоціація Ба змінила свою назву на Футбольна Асоціація Ба, для того щоб представники будь-яких національностей отримали змогу виступати у клубі. До 1977 року, Ба грав у різних аматорських турнірах. Зі створенням елітного дивізіону протягом 30 років команда бере в ньому участь. Зараз головним спонсором команди є 4R Electric.

## Досягнення
- Національний футбольний чемпіонат (по Округах):
  -  Чемпіон (20): 1977, 1979, 1986, 1987, 1992, 1994, 1995, 1999, 2001, 2002, 2003, 2004, 2005, 2006, 2008, 2010, 2011, 2012, 2013, 2016

- Міжокружний чемпіонату:
  -  Чемпіон (24): 1961, 1963, 1966, 1967, 1968, 1970, 1975, 1976, 1977, 1978, 1979, 1980, 1982, 1986, 1991, 1996, 1997, 2000, 2003, 2004, 2006, 2007, 2013, 2015

- Битва гігантів:
  -  Чемпіон (15): 1979, 1981, 1984, 1990, 1992, 1993, 1998, 1999, 2000, 2001, 2006, 2007, 2008, 2009, 2012, 2013

- Кубковий турнір Футбольної Асоціації Фіджі:
  -  Володар (8): 1991, 1997 (розділив з «Лабасою»), 1998, 2004, 2005, 2006, 2007, 2010

- Турнір Чемпіонів проти чемпіонів: 17
  -  Чемпіон (17): 1993-2006, 2008, 2011, 2012

Примітка: Футбольні змагання у 1987 році не проводилися.

## Статистика виступів у турнірах під егідою ОФК
- Ліга чемпіонів ОФК: 8 виступів

Найкращий: Фінал у 2007
1987: 3-тє місце
2005: Попередній раунд
2007: Фінал
2008: 3-тє місце у групі B
2009: 3-тє місце у групі B
2012: 3-тє місце у групі A
2013: 1/2 фіналу
2014: 1/2 фіналу

## Склад команди
Згідно з заявкою для участі у Лізі чемпіонів ОФК 2017
| № | Поз. | Нац.  | Гравець            |
| - | ---- | ----- | ------------------ |
|   | ВР   | Фіджі | Шаніл Найду        |
|   | ПЗ   | Фіджі | Авінеш Сувамі      |
|   | ПЗ   | Фіджі | Мелі Кодро         |
|   | ЗХ   | Фіджі | Манаса Мавакула    |
|   | ПЗ   | Фіджі | Роніл Кумар        |
|   | ЗХ   | Фіджі | Суліано Таванакоро |
|   | НП   | Фіджі | Самуела Набенія    |
|   | ЗХ   | Фіджі | Патрік Ралулу      |
|   | НП   | Фіджі | Абду Захід Шахід   |
|   | НП   | Фіджі | Мавілеко Накама    |
|   | ЗХ   | Фіджі | Праніл Найду       |

| № | Поз. | Нац.    | Гравець           |
| - | ---- | ------- | ----------------- |
|   | ЗХ   | Фіджі   | Ремеру Текіате    |
|   | НП   | Фіджі   | Амена Болаітамана |
|   | ЗХ   | Фіджі   | Джозефаті Неібулі |
|   | НП   | Фіджі   | Суала Вака        |
|   | ПЗ   | Фіджі   | Малакаі Тіва      |
|   | ПЗ   | Фіджі   | Нарендра Рао      |
|   | ПЗ   | Фіджі   | ЛайсеніяНайоко    |
|   | ЗХ   | Фіджі   | Джонетані Нева    |
|   | ВР   | Фіджі   | Джосая Рату       |
|   | ПЗ   | Фіджі   | Малакаї Ракула    |
|   | НП   | Нігерія | Санні Ісса        |

### Молодіжний склад
| №  | Поз. | Нац.  | Гравець              |
| -- | ---- | ----- | -------------------- |
| 1  | ВР   | Фіджі | Місівані Найрубе     |
| 2  | ВР   | Фіджі | Рату Явала           |
| 3  | ЗХ   | Фіджі | Праніл Найду         |
| 4  | ЗХ   | Фіджі | Джопі Масібалаву     |
| 5  | ЗХ   | Фіджі | Закарія Найсуа       |
| 6  | ЗХ   | Фіджі | Рупені Рабікі        |
| 7  | ЗХ   | Фіджі | Джозофе короі        |
| 8  | ЗХ   | Фіджі | Суліано Таваманакоро |
| 9  | ЗХ   | Фіджі | Майкелі Кетеваі      |
| 10 | ПЗ   | Фіджі | Манаса Навакула      |

| №  | Поз. | Нац.  | Гравець        |
| -- | ---- | ----- | -------------- |
| 11 | ПЗ   | Фіджі | Наренда Рао    |
| 12 | ПЗ   | Фіджі | Равніт Чанд    |
| 13 | ПЗ   | Фіджі | Джонетані Букш |
| 14 | НП   | Фіджі | Мохамед Мобін  |
| 16 |      | Фіджі | Шаніл Найду    |
| 17 |      | Фіджі | Вайсеа Явала   |
| 18 |      | Фіджі | Авніл Кумар    |
| 19 |      | Фіджі | Пауло Буке     |
| 20 |      | Фіджі | Саула Вака     |
| 21 |      | Фіджі | Джуніор Шезіл  |

## Керівництво та тренерський штаб
Президент Ріши Кумар
Секретар Іліяз Хан
Віце-президенти
 Ракеш Шарма
 Радеш Кумар
 Райнал Кумар
 Ашвак Алі
 Росі Акбар
Тренер
 Імад Алі
Manager
 Арвід Сінгх